# Liste der Baudenkmale in Plate (Lüchow (Wendland))
In der Liste der Baudenkmale in Plate (Lüchow (Wendland)) sind die Baudenkmale des niedersächsischen Dorfes Plate aufgelistet. Der Stand der Liste ist der 21. Oktober 2021. Dies ist ein Teil der Liste der Baudenkmale in Lüchow (Wendland). Die Quelle der  IDs und der Beschreibungen ist der Denkmalatlas Niedersachsen.

## Allgemein
In den Spalten befinden sich folgende Informationen:
- Lage: die Adresse des Baudenkmales und die geographischen Koordinaten. Kartenansicht, um Koordinaten zu setzen. In der Kartenansicht sind Baudenkmale ohne Koordinaten mit einem roten Marker dargestellt und können in der Karte gesetzt werden. Baudenkmale ohne Bild sind mit einem blauen Marker gekennzeichnet, Baudenkmale mit Bild mit einem grünen Marker.
- Bezeichnung: Bezeichnung des Baudenkmales
- Beschreibung: die Beschreibung des Baudenkmales. Unter § 3 Abs. 2 NDSchG werden Einzeldenkmale und unter § 3 Abs. 3 NDSchG Gruppen baulicher Anlagen und deren Bestandteile ausgewiesen.
- ID: die Objekt-ID des Baudenkmales
- Bild: ein Bild des Baudenkmales, ggf. zusätzlich mit einem Link zu weiteren Fotos des Baudenkmals im Medienarchiv Wikimedia Commons. Wenn man auf das Kamerasymbol klickt, können Fotos zu Baudenkmalen aus dieser Liste hochgeladen werden:

## Baudenkmale

### Einzelobjekte
| Lage                                     | Bezeichnung                  | Beschreibung | ID       | Bild |
| ---------------------------------------- | ---------------------------- | --- | -------- | ---- |
| Plate Nr. 2 52° 58′ 51″ N, 11° 8′ 8″ O   | Wohnhaus                     | Zweigeschossiges traufständiges Fachwerkgebäude mit Backsteinausfachung unter schiefergedecktem Satteldach. Mittig Altanvorbau und Dreiecksgiebel. Errichtet um 1890. | 39610019 | BW   |
| Plate Nr. 4 52° 58′ 51″ N, 11° 8′ 10″ O  | Wohnhaus                     | Eingeschossiger traufständiger Backsteinbau auf hohem Sockel, unter ziegelgedecktem Satteldach. Mittiges Zwerchhaus unter Satteldach, davor Verandavorbau. Segment- und spitzbogige Fenster, teilweise in spitzbogigen Blendnischen, neogotische Zierelemente. Brüstungsfelder im Erdgeschoss mit Zierformen in vorkragender Backstein- und Fornsteinsetzung. Errichtet 1877 (i) als Pfarrhaus von Plate.                                    | 39610038 | BW   |
| Plate Nr. 9 52° 58′ 51″ N, 11° 8′ 17″ O  | Speicher                     | Ehemalige Schule. Zweigeschossiger Fachwerkbau mit Backsteinausfachung und Lehmstakung unter Satteldach in Hohlpfannendeckung. Obergeschoss leicht vorkragend, ebenso beide Giebeldreiecke. Errichtet im 17. Jahrhundert. | 30862508 | BW   |
| Plate Nr. 20 52° 58′ 50″ N, 11° 8′ 15″ O | Kirche Plate mit Baumbestand | Dreischiffiger gewölbter Backsteinbau mit umbautem Westturm und polygonalem Ostchor mit 5/10-Schluss; hohes über alle drei Schiffe gezogenes Dach, Strebepfeiler, erneuertes Maßwerk einfachster Form. Reiche Ausstattung, so ein ehemals über einem Lettner des 14. Jahrhunderts hängendes Triumphkreuz von 1450; Orgel 1610, Altar 1708, Kanzel 1700, mehrere Grabsteine. Errichtet im 13. und 14. Jahrhundert, Erweiterung 1472 bis 1492. | 30872933 |      |
| Plate Nr. 20 52° 58′ 50″ N, 11° 8′ 15″ O | Kirchhof                     | Die Freifläche um die Kirche ist der ehemalige Friedhof, heute begrünt. Südlich der Kirche befindet sich ein Gefallenendenkmal. | 30862468 | BW   |
| Plate Nr. 24 52° 58′ 50″ N, 11° 8′ 9″ O  | Wohn-/ Wirtschaftsgebäude    | | 30862489 | BW   |
| Plate Nr. 24 52° 58′ 48″ N, 11° 8′ 7″ O  | Scheune                      | | 40659411 | BW   |